# Follie (film 1925)
Follie (The Coast of Folly) è un film muto del 1925 diretto da Allan Dwan con Gloria Swanson che interpreta il doppio ruolo della madre e della figlia. La sceneggiatura di Forrest Halsey si basa sull'adattamento di James Ashmore Creelman del romanzo The Coast of Folly di Coningsby William Dawson.

## Trama
Nadine Gathway, incapace di rispettare il marito, un rigido moralista, lo lascia e se ne va via di casa. Vent'anni dopo, alla morte di Gathway, la figlia Joyce resta unica erede dell'enorme fortuna del padre con la clausola che però non deve restare coinvolta in alcuno scandalo. La giovane, innamorata di Larry Fay, un uomo sposato, viene citata in giudizio dalla moglie di Fay nella causa di divorzio. Nadine, che ormai vive da anni a Parigi dopo essersi sposata con il conte de Tauro, ritorna negli Stati Uniti essendo venuta a conoscenza dei problemi che deve affrontare la figlia. Per aiutarla, organizza un tranello ai danni della signora Fay che, a una festa, viene messa in una situazione compromettente: ricattata, la donna deve ritirare la sua denuncia nei confronti di Joyce che, dopo il divorzio, potrà sposare l'uomo che ama senza rovinarsi la reputazione e salvando nel contempo il proprio patrimonio. Nadine, felice di aver salvato la figlia, torna a Parigi dal comprensivo conte de Tauro.

## Produzione
Il film fu prodotto dalla Famous Players-Lasky Corporation (Paramount Pictures)

## Distribuzione
Distribuito dalla Paramount Pictures, uscì nelle sale cinematografiche USA il 21 settembre 1925 dopo essere stato presentato in prima a New York il 30 agosto. In Italia, il film - ribattezzato con il titolo Follie - ottenne nel settembre 1926 il visto di censura numero 22961.
Non si conoscono copie ancora esistenti della pellicola che viene considerata presumibilmente perduta